# Hinsdale (Illinois)
Hinsdale è un comune degli Stati Uniti d'America, situato in Illinois, nella contea di DuPage e in parte nella contea di Cook.

## Cultura

### Istruzione
Hinsdale Central High School si trova a Hinsdale.

## Infrastrutture e trasporti
Hinsdale è servita dal servizio ferroviario suburbano di Metra tramite la BNSF Railway Line con tre stazioni: West Hinsdale, Hinsdale e Highlands.
Inoltre, Pace gestisce i servizi di autobus di collegamento. Attualmente, le linee di autobus Pace 663 e 668 servono Hinsdale.